# Reece Thompson
Reece Daniel Thompson (Canadá, 22 de noviembre de 1988) es un actor canadiense. Comenzó su carrera poniendo voz a personajes de varias series de televisión animadas y papeles menores en televisión antes de la transición a las películas. Su primer papel importante llegó en la película de 2007 Rocket Science. En 2008 llegó su segundo papel importante, Asesinato en la Escuela Secundaria, donde participa junto a Mischa Barton y Bruce Willis.

## Primeras etapas de su vida
Su madre gestionaba una pequeña empresa cinematográfica que traía películas independientes a la ciudad. Reece siempre expresó su intención de convertirse en actor por lo que en su juventud, junto al resto de su familia, empezó a realizar pequeños papeles como extra en las producciones que se rodaban en Vancouver.
En su juventud dejó la escuela reglada convenciendo a su madre para que lo educase en casa. Pronto se matriculó en una escuela de interpretación. En esta escuela conoció a un agente que lo introdujo en el mundo del cine y empezó a asistir a audiciones.

## Carrera
Thompson empezó su carrera como actor de voz en series animadas de televisión y algunas pequeñas apariciones en series de televisión. Prestó su voz a varios personajes en Infinite Ryvius, MegaMan NT Warrior, InuYasha y Master Keaton. Aparece también en episodios de Jeremiah, Tru Calling y las miniserie Living With the Dead. Su mayor papel como actor de televisión fue James Barns en la serie canadiense para niños I Love Mummy, en 2002.
Thompson realizó su primera aparición en una película con un pequeño papel en El cazador de sueños en 2003. Ya en 2004 encarnó a Jinto en la serie televisiva de ciencia ficción Stargate Atlantis. Tuvo pequeños papeles en las películas SuperBabies: Baby Geniuses 2 (2004) y Nuestra pandilla 2 (2005). En 2005 también puso voz al personaje de Simon Star en la serie animada Trollz. En 2006 apareció en un episodio de Smallville y tuvo un papel en la serie mallograda Three Moons Over Milford de ABC Family.
Thompson tuvo su primer papel protagonista como Hal Hefner en Rocket Science en 2007. La película, dirigida por Jeffrey Blitz, tuvo una buena acogida llegando incluso a tener una nominación en el Festival de Cine de Sundance.
En su siguiente película, Asesinato en la Escuela Secundaria, podemos verle junto a Mischa Barton y Bruce Willis.

## Vida personal
Reside en Vancouver, Canadá. Es co-fundador de la línea de comedia grupo Jitterbug Productions. Aún sigue recibiendo cheques por su papel en el Titanic.

## Filmografía
- Titanic - interpreta el papel de un niño irlandés que muere en el famoso naufragio.(1997).
- Infinite Ryvius - voz de Nicks Chaiplapat (1999).
- Jeremiah - aparece como invitado en un capítulo de la serie haciendo de Tommy (2002).
- I Love Mummy - James Barns como protagonista de esta serie (2002).
- MegaMan NT Warrior - voz de Tory Froid (2003).
- InuYasha - voz de Taromaru (2003).
- Master Keaton - voz de joven de Connelly (2003).
- Tru Calling - aparece como invitado en un capítulo de la serie haciendo de Kevin (2003).
- El cazador de sueños - breve aparición como el joven Beaver (2003).
- Stargate Atlantis - Jinto (2004).
- Trollz - voz del personaje Simon Star (2005).
- Los 4400 - aparece como invitado en un capítulo de la serie haciendo de Greg Venner (2003).
- SuperBabies: Baby Geniuses 2 - pone la voz de un bebé en un personaje menor (2004).
- Nuestra pandilla 2 - encarna a Singleton (2005).
- Zixx - encarna a uno de los protagonistas de esta serie: Dwayne (2005).
- Smallville - Encarna a Geoffrey cuando era joven (2006).
- Three Moons Over Milford - Encarna Kurt, un personaje recurrente en la serie (2006).
- Rocket Science - Encarna al personaje Hal Hefner (2007).
- Class Savage - Martly en la película (2008).
- Asesinato en la Escuela Secundaria - Encarna al personaje principal Bobby Funke (2008).
- Et après - encarna a Jeremy, un personaje secundario (2009).
- Provinces of Night (2010).
- Daydream Nation (2010).
- The Perks of Being a Wallflower (Junto a Logan Lerman, Emma Watson y Ezra Miller)  (2012).
- Super Zeroes - encarna a Ty (2012).